# Sturmpanzer II
Het Sturmpanzer II was een geïmproviseerd gemechaniseerd geschut ingezet door de Wehrmacht tijdens de Tweede Wereldoorlog. Het was gebouwd op het onderstel van een verlengde Panzerkampfwagen II. De naam Sturmpanzer, zelfs ook wel Bizon II, was niet correct en kwam pas na de oorlog in zwang. De officiële naam was 15 cm sIG 33 auf Fahrgestell Panzerkampfwagen II (Sf).

## Geschiedenis en inzet
De eerste poging om het zware infanteriekanon 33 (15 cm sIG 33) op een tankchassis te plaatsen was de Sturmpanzer I uit 1940. Begin 1941 werd de opdracht gegeven om een soortgelijk voertuig te ontwikkelen op basis van de PzKpfw II. In oktober 1941 presenteerde Alkett een prototype dat niet alleen genoeg ruimte bood voor het kanon, maar ook de enorme terugslag kon opvangen. In vergelijking met de PzKpfw II was het chassis 32 cm breder en 60 cm langer en kwam er een zesde wiel bij. Het pantser was beperkt tot een kanonschild en een plat zijpantser. Het kanon zelf had een bereik van 4700 m, het kon worden gebruikt als zwaar infanteriekanon of als een zware mortier, afhankelijk van de afvuurhoek en de aanvangssnelheid van het projectiel. Het motorvermogen was matig (de zwakke motor raakte snel oververhit) en het voertuig was moeilijk te manoeuvreren.
Alle twaalf voertuigen van de proefserie, verdeeld over twee compagnieën, werden tussen februari en april 1942 verdeeld over meerdere schepen overgebracht naar het Duitse Afrikakorps en ingezet voor Tobroek. Deze twee compagnieën waren de schwere Infanteriegeschütz-Kompanie 707 (Sfl.) en schwere Infanteriegeschütz-Kompanie 708 (Sfl.), die werden toegewezen aan twee regimenten van de 90. leichte Afrika-Division. Al na korte tijd werden de voertuigen als gevechtssterk maar onbetrouwbaar beschouwd; ze vereisten voortdurend onderhoud, raakten oververhit en waren daarom niet geschikt om langere afstanden af te leggen. Bij het begin van de Tweede Slag bij El Alamein waren er nog acht beschikbaar, maar het is niet zeker of deze operationeel waren. Alle voertuigen van dit type waren tegen 2 december 1942 uit dienst. 
Dit voertuig bleek dus geen echt succes en er kwam dus geen vervolgserie na de eerste twaalf. Als opvolger werd vanaf eind 1941 het Sturm-Infanteriegeschütz 33B ontwikkeld.

## Naoorlogs gebruik
Het Britse leger maakte zes exemplaren buit en die bleven in Egypte. Ten minste één exemplaar werd gerapporteerd als zijnde in actie bij het Egyptische Leger tijdens de Arabisch-Israëlische Oorlog van 1948 en werd buitgemaakt door de Israëli’s. 